# Campionatul Mondial de Scrimă din 2009
Campionatul Mondial de Scrimă din 2009 s-a desfășurat în perioada 30 septembrie-8 octombrie la Antalya în Turcia.

## Rezultate

### Masculin
| Probă                 | Aur                                                                                | Argint                                                                    | Bronz                                                                          |
| Spadă la individual   | Anton Avdeev (RUS)                                                                 | Matteo Tagliariol (ITA)                                                   | José Luis Abajo (SPA) · Jérôme Jeannet (FRA)                                   |
| Spadă pe echipe       | Franța Gauthier Grumier Jérôme Jeannet Jean-Michel Lucenay Ulrich Robeiri          | Ungaria Gábor Boczkó Géza Imre András Rédli Péter Somfai                  | Polonia Krzysztof Mikolajczak Tomasz Motyka Adam Wiercioch Radosław Zawrotniak |
| Floretă la individual | Andrea Baldini (ITA)                                                               | Zhu Jun (CHN)                                                             | Artiom Sedov (RUS) · Peter Joppich (GER)                                       |
| Floretă pe echipe     | Italia Andrea Baldini Stefano Barrera Andrea Cassarà Simone Vanni                  | Germania Peter Joppich Benjamin Kleibrink Dominik Behr Sebastian Bachmann | Rusia Renal Ganeev Artiom Sedov Aleksei Hovanski Aleksandr Stukalin            |
| Sabie la individual   | Nicolas Limbach (GER)                                                              | Rareș Dumitrescu (ROU)                                                    | Luigi Tarantino (ITA) · Tamás Decsi (HUN)                                      |
| Sabie pe echipe       | România · Tiberiu Dolniceanu · Rareș Dumitrescu · Cosmin Hănceanu · Florin Zalomir | Italia Aldo Montano Diego Occhiuzzi Giampiero Pastore Luigi Tarantino     | Ungaria Tamás Decsi Nikolasz Iliasz Balázs Lontay Áron Szilágyi                |

### Feminin
| Probă                 | Aur                                                                                       | Argint                                                                           | Bronz                                                                      |
| Spadă la individual   | Liubov Șutova (RUS)                                                                       | Sherraine Schalm (CAN)                                                           | Sonja Tol (NED) · Anfisa Pocikalova (UKR)                                  |
| Spadă pe echipe       | Italia Cristiana Cascioli Bianca Del Carretto Nathalie Moellhausen Francesca Quondamcarlo | Polonia Małgorzata Bereza Danuta Dmowska-Andrzejuk Ewa Nelip Magdalena Piekarska | Germania Imke Duplitzer Britta Heidemann Marijana Markovic Monika Sozanska |
| Floretă la individual | Aida Șanaeva (RUS)                                                                        | Jeon Hee-sook (KOR)                                                              | Arianna Errigo (ITA) · Elisa Di Francisca (ITA)                            |
| Floretă pe echipe     | Italia Elisa Di Francisca Arianna Errigo Margherita Granbassi Valentina Vezzali           | Rusia Iulia Biriukova Kamilla Gafurzianova Larisa Korobeinikova Aida Șanaeva     | Germania Maria Bartkowki Carolin Golubytskyi Anja Schache Katja Waechter   |
| Sabie la individual   | Mariel Zagunis (USA)                                                                      | Olha Harlan (UKR)                                                                | Orsolya Nagy (HUN) · Carole Vergne (FRA)                                   |
| Sabie pe echipe       | Ucraina Olha Harlan Olena Homrova Halîna Pundîk Olha Jovnir                               | Franța Cécilia Berder Solenne Mary Léonore Perrus Carole Vergne                  | China Bao Yingying Chen Xiaodong Li Fei Ni Hong                            |

## Clasament pe medalii
Legendă
  *   România
| Loc | Țară                       | Aur | Argint | Bronz | Total |
| --- | -------------------------- | --- | ------ | ----- | ----- |
| 1   | Italia                     | 4   | 2      | 3     | 9     |
| 2   | Rusia                      | 3   | 1      | 2     | 6     |
| 3   | Germania                   | 1   | 1      | 3     | 5     |
| 3   | Franța                     | 1   | 1      | 2     | 4     |
| 5   | Ucraina                    | 1   | 1      | 1     | 3     |
| 6   | România                    | 1   | 1      | 0     | 2     |
| 7   | Statele Unite ale Americii | 1   | 0      | 0     | 1     |
| 8   | Ungaria                    | 0   | 1      | 3     | 4     |
| 9   | China                      | 0   | 1      | 1     | 2     |
| 9   | Polonia                    | 0   | 1      | 1     | 2     |
| 11  | Canada                     | 0   | 1      | 0     | 1     |
| 11  | Coreea de Sud              | 0   | 1      | 0     | 1     |
| 13  | Țările de Jos              | 0   | 0      | 1     | 1     |
| 13  | Spania                     | 0   | 0      | 1     | 1     |